# Cheznovice
Cheznovice jsou obec v okrese Rokycany v Plzeňském kraji. Stojí u Holoubkovského potoka necelých jedenáct kilometrů jihozápadně od Hořovic a patnáct kilometrů severovýchodně  od Rokycan. Žije v nich 761 obyvatel.

## Název
Název obce, ve smyslu ves lidí Chaznových, je odvozen od cizokrajného příjmení *Chazna, které je původu tureckého a znamená poklad nebo pokladnice.

## Historie
První písemná zmínka o vesnici (Chaznowicz) pochází z roku 1379, kdy podle tzv. Rožmberského urbáře ves příslušela ke strašickému panství.

## Obyvatelstvo
| Rok            | 1869 | 1880 | 1890 | 1900 | 1910 | 1921 | 1930 | 1950 | 1961 | 1970 | 1980 | 1991 | 2001 | 2011 | 2021 |
| -------------- | ---- | ---- | ---- | ---- | ---- | ---- | ---- | ---- | ---- | ---- | ---- | ---- | ---- | ---- | ---- |
| Počet obyvatel | 804  | 771  | 802  | 798  | 825  | 793  | 875  | 792  | 829  | 791  | 795  | 745  | 702  | 762  | 713  |
| Počet domů     | 88   | 92   | 89   | 96   | 107  | 121  | 164  | 220  | 207  | 217  | 215  | 233  | 247  | 258  | 267  |

## Obecní správa

### Obecní symboly
Znak a vlajka byly obci uděleny rozhodnutím předsedy Poslanecké sněmovny Parlamentu České republiky dne 26. listopadu 1999.

## Osobnosti
- Karel Horák (1873–1940), architekt a stavitel